# Синагога Цитронов в Белостоке
Синагога Цитронов в Белостоке — синагога, находившаяся в Белостоке на улице Людвика Варыньского, 24a (пол. Ludwika Waryńskiego).
Построена в 1936—1939 годах по инициативе и на средства фабриканта Шмуэля Цитрона (пол. Szmuel Cytron). Это было кирпичное здание, в стиле модернизм. Синагога была богато украшена: кессоновый подвесной потолок из экзотических сортов дерева, множество картин на библейские темы, картины с животными и растениями. В молельном зале был оригинальный канделябр на 150 свечей.
Синагога была торжественно открыта в присутствии городских властей и губернатора воеводства Белостокского, незадолго до начала Второй мировой войны.
Во время нацистской оккупации синагога была частично разрушена. Когда было образовано белостокское гетто, синагога, будучи на его территории, продолжала подпольно выполнять свои функции.
После второй мировой войны до 60-х годов была главной синагогой в Белостоке. Кроме этого в здании действовала небольшая Конгрегация по еврейской (Моисея) вере в Белостоке (пол. Kongregacja Wyznania Mojżeszowego); для него синагога была, как место молитвы, место церемоний и театральных постановок. Таж же в здании была резиденция кооператива местных портных.
В 1979 году частично обрушился деревянный подвесной потолок главного молельного зала, с остатками полихрома на краях. По сей день сохранилось очень немного оригинальных элементов оборудования синагоги
В 90-х годах двадцатого века под полом были найдено множество карт и фрагментов богослужебных книг, которые были переданы в музей истории.
С 1993 года в здании открыта художественная галерея Сленьдзиньских (пол. Galeria im. Sleńdzińskich).
Синагога Цитронов является одним из пунктов в маршруте пешего туризма, который открылся в июне 2008 года, в рамках увековечивания еврейского наследия в Белостоке. Маршрут, под названием «Маршрут еврейского наследия в Белостоке», был разработан группой аспирантов и студентов Белостокского университета — волонтёров фонда университета Белостока.